# Liste des séries télévisées sur la famille
Cet article présente une liste des feuilletons et séries télévisées traitant de la famille comme composante essentielle du déroulement de son intrigue.

## Années 1950
- Papa a raison (CBS, octobre 1954-mai 1960, 203 épisodes), avec Robert Young (James Anderson), Jane Wyatt (Margaret Anderson)...

## Années 1960
- Ma sorcière bien-aimée (ABC, septembre 1964-mars 1972, 254 épisodes), avec Elizabeth Montgomery  (Samantha Stephens/Serena), Dick York/Dick Sargent (Jean-Pierre Stephens), Diane Murphy/Erin Murphy (Tabatha), Agnes Moorehead (Endora), David White (Alfred)...
- Les Saintes chéries (ORTF, décembre 1965-1970, 39 épisodes) avec Micheline Presle (Éve), Daniel Gélin (Pierre)...
- La Famille Addams (ABC, septembre 1964-avril 1966, 64 épisodes), avec John Astin (Gomez), Carolyn Jones (Morticia)...
- Adèle
- Cher oncle Bill (CBS, 1966-1971, 138 épisodes), avec Brian Keith (Bill)...

## Années 1970
- Ah ! Quelle famille (CBS, janvier 1971-juin 1972, 39 épisodes), avec Henry Fonda (Chad), Janet Blair (Betty), Barleen Carr (Cindy), Ron Howard (Bob).
- La Famille des collines (CBS, septembre 1972-1981, 255 épisodes).
- The Addams Family (NBC, 1973, 16  épisodes).
- Typhelle et Tourteron (Antenne 2 - TSR1, 1974, 18 épisodes), avec Gérard Carrat (Louis), Neige Dolsky (la grand-mère), Virginie Grigaut (Typhelle), Mark Lesser (Tourteron), Paul Mercey (le grand-père), Danielle Volle (Anne).
- Happy Days (ABC, janvier 1974-septembre 1984, 255 épisodes), avec Ron Howard (Richie Cunningham), Henry Winkler (Fonzie)...
- La Petite Maison dans la prairie (NBC, mars 1974-mars 1983, 187 épisodes), avec Michael Landon (Charles Ingalls), Karen Grassle (Caroline Ingalls), Melissa Gilbert (Laura Ingalls), Melissa Sue Anderson (Mary Ingalls),  Victor French (Isaiah Edwards), Richard Bull (Nels Oleson), Katherine MacGregor (Harriet Oleson), Alison Arngrim (Nellie Oleson)...
- Huit, ça suffit ! (ABC, mars 1977-août 1981, 112 épisodes), avec Dick Van Patten (Tom Bradford), Betty Buckley (Abby)...
- La Lune papa (TF1 , 3 janvier 1977 - 4 février 1977, 25 épisodes) avec Jean-Pierre Rambal (adapté du roman de Georges Coulonges)
- Arnold et Willy (NBC, novembre 1978-août 1986, 189 épisodes), avec Conrad Bain (Philip Drummond), Gary Coleman (Arnold Jackson), Todd Bridges (Willy Jackson)...
- Shérif, fais-moi peur (CBS, janvier 1979-février 1985, 147 épisodes), avec Tom Wopat (Luke Duke), John Schneider (Bo Duke), Catherine Bach (Daisy Duke), Denver Pyle (Oncle Jess), James Best (Shérif Rosco), Sorrell Booke (Boss Hogg), ...

## Années 1980
- Papa poule (Antenne 2, octobre 1980-octobre 1982, 13 épisodes), avec Sady Rebbot (Bernard Charlette)...
- L'Esprit de famille (1981-1982), avec Maurice Biraud (Docteur Moreau), Monique Lejeune, Véronique Delbourg...
- Le Chef de famille (1982)
- Madame est servie (ABC, septembre 1984-avril 1992) avec Tony Danza (Tony Micelli), Judith Light (Angela Bower), Alyssa Milano (Samantha Micelli), Danny Pintauro (Jonathan Bower), Katherine Helmond (Mona Robinson)...
- Cosby Show (ABC, septembre 1984-avril 1992, 201 épisodes), avec Bill Cosby (Cliff Huxtable), Phylicia Rashad (Claire Huxtable), Sabrina Le Beauf (Sandra Huxtable)...
- La Fête à la maison (ABC, septembre 1987-avril 1995, 192 épisodes)
- Quoi de neuf docteur ? (ABC, septembre 1985-avril 1992, 166 épisodes), Kirk Cameron (Mike Seaver), Alan Thicke (Jason Seaver), Joanna Kerns (Maggie Malone Seaver)...
- Une sacrée famille
- Alf  (NBC, septembre 1986-mars 1990, 101 épisodes) avec Mihaly Meszaros ("Alf" Shumway), Max Wright (Willy Tanner), Anne Schedeen (Kate Tanner)...
- Mariés, deux enfants (Fox, avril 1987-juin 1997, 262 épisodes) avec Ed O'Neill (Al Bundy), Katey Sagal (Peggy Bundy), Christina Applegate (Kelly Bundy), David Faustino (Bud Bundy)...
- Roseanne (ABC, octobre 1988-mai 1997, 222 épisodes).
- Corky, un adolescent pas comme les autres (ABC, septembre 1989-mars 1993, 84 épisodes).
- La Vie de famille (ABC, septembre 1989-juillet 1998, 215 épisodes).

## Années 1990
- Le Prince de Bel-Air (NBC, septembre 1990-mai 1996, 148 épisodes).
- Notre belle famille  (ABC, septembre 1991-août 1997, 160 épisodes).
- Papa bricole (ABC, septembre 1991-mai 1999, 204 épisodes).
- Une famille formidable (TF1, depuis septembre 1992, 41 épisodes) avec Anny Duperey, Bernard Le Coq...
- La Famille Addams (ABC, 1992-1993, 21  épisodes).
- Docteur Quinn, femme médecin (CBS, janvier 1993-mai 1998, 148 épisodes).
- Une nounou d'enfer (CBS, novembre 1993-mai 1999, 146 épisodes).
- La Vie à cinq (FOX, septembre 1994-mai 2000, 141 épisodes).
- Sept à la maison (The WB puis The CW, août 1996-mai 2007, 243 épisodes).
- La Nouvelle Famille Addams (ABC, octobre 1998-août 1999, 65 épisodes), avec Glenn Taranto (Gomez), Ellie Harvie (Morticia)...
- Charmed (The WB, octobre 1998-mai 2006, 178 épisodes), avec Shannen Doherty (Prudence "Prue" Halliwell), Alyssa Milano (Phoebe Halliwell), Rose McGowan (Paige Matthews), Holly Marie Combs (Piper Halliwell)...
- Les jumelles s'en mêlent (ABC, 1998-1999, 22 épisodes).
- Les Soprano (HBO, 1999-2007, 86 épisodes).

## Années 2000
- Malcolm (FOX, janvier 2000-mai 2006, 151 épisodes).
- Ma famille d'abord (ABC, mars 2001-mai 2005, 123 épisodes).
- Six Feet Under (HBO, juillet 2001-août 2005, 63 épisodes).
- Famille d'accueil (France 3, décembre 2001-avril 2016, 96 épisodes).
- Une famille presque parfaite (CBS, septembre 2002-mars 2006, 88 épisodes).
- Nip/Tuck (FX Network, depuis juillet 2003, 73 épisodes).
- Les Frères Scott (The WB puis CW, depuis septembre 2003, + 100 épisodes).
- Arrested Development, (FOX, novembre 2003-février 2006, 53 épisodes).
- Plus belle la vie, (France 3, depuis août 2004, +1000 épisodes).
- La Famille Carver (The WB, septembre 2004-janvier 2005, 13 épisodes).
- Brothers and Sisters
- Merci, les enfants vont bien
- Weeds (Showtime, août 2005-septembre 2012, 102 épisodes).
- Tout le monde déteste Chris (UPN de 2005 à 2006, puis The CW de 2006 à 2009, 88 épisodes).
- Big Love (HBO, mars 2006-mars 2011, 53 épisodes).
- Le Monde merveilleux de Hulk Hogan (Hogan Knows Best) 2005, avec Hulk Hogan.
- Mafiosa, le clan (Canal+, décembre 2006-mars 2014, 40 épisodes).
- The Riches (FX Network, mars 2007-avril 2008, 20 épisodes).
- Californication (Showtime, août 2007-juin 2014, 84 épisodes), avec David Duchovny.
- Nos enfants chéris (Canal+, septembre 2007-septembre 2008, 24 épisodes).
- Fais pas ci, fais pas ça (France 2, septembre 2007-février 2017, 9 saisons).
- Dirty Sexy Money (ABC, septembre 2007-août 2009, 23 épisodes).
- Cinq Sœurs (France 2, janvier 2008, 260 épisodes).
- Modern Family (ABC, depuis septembre 2009, 8 saisons)
- The Middle (ABC, depuis septembre 2009, 8 saisons)
- Empire (Fox, depuis 2015, 3 saisons)
- LES GOLBERG(universal, 2013 8 saison)
- Harley, le cadet de mes soucis (Disney Channel, depuis  mars 2016)